# جيمس جارنر
جيمس جارنر (بالإنجليزية: James Garner)‏ (18 يوليو 1895 - 9 أبريل 1975) هو لاعب كرة قدم بريطاني (وحمل سابقاً جنسية المملكة المتحدة لبريطانيا العظمى وأيرلندا) في مركز الظهير. لعب مع نادي ليفربول.